# Euceratoneura shellyi
Euceratoneura shellyi är en stekelart som beskrevs av Girault 1920. Euceratoneura shellyi ingår i släktet Euceratoneura och familjen finglanssteklar. Inga underarter finns listade i Catalogue of Life.